# 1978년 미야기현 해역 지진
미야기현 해역 지진(일본어: 1978年宮城県沖地震)은 1978년 6월 12일 미야기현 해역에서 일어난 지진이다. 지진 규모는 M7.4.

## 진도
진도4(일본 기상청 진도 계급)이상을 관측한 지역은 다음과 같다.
| 진도 | 도도부현   | 시정촌                               |
| ---- | ---------- | ------------------------------------ |
| 5    | 이와테현   | 오후나토시                           |
| 5    | 미야기현   | 센다이시 이시노마키시                |
| 5    | 야마가타현 | 신조시                               |
| 5    | 후쿠시마현 | 후쿠시마시                           |
| 4    | 홋카이도   | 오비히로시                           |
| 4    | 아오모리현 | 하치노헤시                           |
| 4    | 이와테현   | 모리오카시 미야코시 이치노세키시     |
| 4    | 아키타현   | 아키타시 다카노스정                  |
| 4    | 야마가타현 | 사카타시 야마가타시                  |
| 4    | 후쿠시마현 | 시라카와시 이와키시 아이즈와카마쓰시 |
| 4    | 이바라키현 | 미토시 야사토정                      |
| 4    | 도치기현   | 닛코시 우쓰노미야시                  |
| 4    | 군마현     | 마에바시시                           |
| 4    | 사이타마현 | 구마가야시                           |
| 4    | 지바현     | 지바시 조시시 다테야마시             |
| 4    | 도쿄도     | 지요다구 오시마정                    |
| 4    | 가나가와현 | 요코하마시                           |

## 피해
- 사망자 28명[10][11]
- 부상자 1325명[9][12]
- 가옥전괴 1183건[13]

## 같이 보기
- 일본의 지진 목록